# 瑪莉莎·考爾特
瑪莉莎·考爾特（英語：Marisa Coulter），常被稱作考爾特夫人（Mrs Coulter），菲力普·普曼系列奇幻小說《黑暗元素三部曲》中的虛構人物。她是艾塞列公爵的舊情人、小說主角萊拉的生母，亦為教誨權威的成員之一。其守護精靈是名字未知的金絲猴。

## 角色
考爾特夫人非常美麗及優雅，但也很迷戀權力。她在教誨權威中很有影響力，是奉獻委員會的領導者，專事研究「塵」，在她的一手策畫下，奉獻委員會於英國各地綁架小孩，並在波伐格進行切割小孩守護精靈的實驗。
《黃金羅盤》中，考爾特夫人為了保護她與艾塞列公爵多年前的私生女萊拉·貝拉克的安全，從牛津約旦學院將萊拉帶到倫敦，但萊拉一旦發現奉獻委員會綁架小孩的勾當後便設法逃離考爾特夫人身旁。在《奧秘匕首》，考爾特夫人率隊前往喜喀則世界追捕萊拉，但她從女巫口中得知萊拉將會成為第二個夏娃後，便面臨在萊拉與教會間作出抉擇。出於母愛，考爾特夫人背叛了教會，找到萊拉並把她藏到喜馬拉雅山的某個洞穴內，以躲避教會的追殺。後來，考爾特夫人向艾塞列公爵的叛軍投誠，在叛軍與天國及教會的決戰期間引誘天國攝政王邁塔頓來到無盡深淵旁，並與艾塞列公爵共同將邁塔頓拖入深淵內，同歸於盡。

## 創作
作者普曼曾表示他很喜歡考爾特夫人這個角色，原因是「因為她完全沒有任何道德規範，沒有什麼是她不會做的，這對說故事的人而言是一個很大的樂趣，因為這意味著你的故事也可以不受約束。」

## 反響
在「The Big Bad Read」民意調查選出的最佳反派角色中，考爾特夫人位居第三，僅次於《哈利波特》的和《魔戒》的索倫。

## 改編
2007年電影《黃金羅盤》中，由妮可·基嫚飾演。普曼大加肯定妮可·基嫚對這個角色的演繹。原著中曾描寫考爾特夫人的頭髮是黑色的、而電影中卻將其描繪為金色，普曼認可電影的這項改動，並表示考爾特夫人的頭髮應該是金色的才對。
電視劇《黑暗元素三部曲》中，由露絲·威爾遜飾演。